# Ice Star de 2014
O Ice Star de 2014 foi a terceira edição do Ice Star, um evento anual de patinação artística no gelo. A competição foi disputada entre os dias 17 de outubro e 19 de outubro, na cidade de Minsk, Bielorrússia.

## Eventos
- Individual masculino (júnior e noviço avançado)
- Individual feminino (sênior, júnior e noviço avançado)
- Dança no gelo (sênior, júnior e noviço avançado)

## Medalhistas
| Evento                        | Ouro                                       | Prata                                                 | Bronze                                              |
| Sênior                        |                                            |                                                       |                                                     |
| Individual feminino detalhes  | Janina Makeenka · Bielorrússia             | Aleksandra Golovkina · Lituânia                       | Helery Halvin · Estônia                             |
| Dança no gelo detalhes        | Ksenia Monko · Kirill Khaliavin · Rússia   | Evgenia Kosigina · Nikolai Moroshkin · Rússia         | Viktoria Kavaliova · Yurii Bieliaiev · Bielorrússia |
| Júnior                        |                                            |                                                       |                                                     |
| Individual masculino detalhes | Andrei Vorotnikov · Rússia                 | Anton Karpuk · Bielorrússia                           | Ikrali Maysuradze · Geórgia                         |
| Individual feminino detalhes  | Anastasiya Zaitsava · Bielorrússia         | Maria Gavrilova · Ucrânia                             | Lizaveta Avsiukevich · Ucrânia                      |
| Dança no gelo detalhes        | Eva Khachaturian · Andrei Bagin · Rússia   | Evgenia Tkachenka · Yuri Gulitski · Bielorrússia      | Sofia Polishuk · Alexander Vakhnov · Rússia         |
| Noviço avançado               |                                            |                                                       |                                                     |
| Individual masculino detalhes | Yauheni Puzanau · Bielorrússia             | Rakhat Bralin · Cazaquistão                           | Mihail Selevko · Estônia                            |
| Individual feminino detalhes  | Ekaterina Kurakova · Rússia                | Alina Bibelnkik · Bielorrússia                        | Mariya Saldakayeva · Bielorrússia                   |
| Dança no gelo detalhes        | Daria Popova · Volodymyr Nakisko · Ucrânia | Palina Mishchanchuk · Uladzimir Zaitsu · Bielorrússia | Daria Drozd · Bogdan Borovlev · Rússia              |

## Resultados

### Sênior

#### Individual feminino
| Pos.              | Nome                 | Nacionalidade | Pontos | PC        | PL        |
| ----------------- | -------------------- | ------------- | ------ | --------- | --------- |
| Medalha de ouro   | Janina Makeenka      | Bielorrússia  | 140.88 | 52.10 (1) | 88.78 (1) |
| Medalha de prata  | Aleksandra Golovkina | Lituânia      | 124.88 | 48.11 (2) | 76.77 (3) |
| Medalha de bronze | Helery Halvin        | Estônia       | 123.47 | 42.26 (3) | 81.21 (2) |
| 4                 | Inga Januleviciute   | Lituânia      | 112.79 | 36.49 (4) | 76.30 (4) |

#### Dança no gelo
| Pos.              | Nome                                       | Nacionalidade | Pontos | DC         | DL         |
| ----------------- | ------------------------------------------ | ------------- | ------ | ---------- | ---------- |
| Medalha de ouro   | Ksenia Monko / Kirill Khaliavin            | Rússia        | 162.81 | 67.50 (1)  | 95.31 (1)  |
| Medalha de prata  | Evgenia Kosigina / Nikolai Moroshkin       | Rússia        | 135.26 | 54.23 (2)  | 81.03 (3)  |
| Medalha de bronze | Viktoria Kavaliova / Yurii Bieliaiev       | Bielorrússia  | 132.50 | 50.18 (4)  | 82.32 (2)  |
| 4                 | Federica Bernardi / Saveiro Giakomelli     | Itália        | 128.58 | 51.88 (3)  | 76.70 (4)  |
| 5                 | Sofia Sforza / Leo Luca Sforza             | Itália        | 125.22 | 48.58 (5)  | 76.64 (5)  |
| 6                 | Olga Jakushina / Andrey Nevskiy            | Letônia       | 119.46 | 48.33 (6)  | 71.13 (7)  |
| 7                 | Luidmila Sosnitskaya / Pavel Golovishnikov | Rússia        | 114.62 | 43.25 (8)  | 71.37 (6)  |
| 8                 | Elizaveta Tretyakova / Vadim Vylegzhanin   | Uzbequistão   | 113.32 | 46.95 (7)  | 66.37 (8)  |
| 9                 | Beatrice Tomczak / Damian Binkowski        | Polônia       | 106.08 | 41.36 (9)  | 64.72 (9)  |
| 10                | Natalie Rehfeldt / Bennet Preiss           | Alemanha      | 95.40  | 34.07 (10) | 61.33 (10) |

### Júnior

#### Individual masculino júnior
| Pos.              | Nome              | Nacionalidade | Pontos | PC        | PL        |
| ----------------- | ----------------- | ------------- | ------ | --------- | --------- |
| Medalha de ouro   | Andrei Vorotnikov | Rússia        | 147.00 | 54.43 (2) | 92.57 (2) |
| Medalha de prata  | Anton Karpuk      | Bielorrússia  | 143.35 | 55.05 (1) | 88.30 (3) |
| Medalha de bronze | Irakli Maysuradze | Geórgia       | 142.93 | 45.15 (4) | 97.78 (1) |
| 4                 | Artsiom Tseluiko  | Bielorrússia  | 128.94 | 45.43 (3) | 83.51 (4) |
| 5                 | Ilya Mironov      | Rússia        | 124.64 | 44.60 (5) | 80.04 (5) |
| 6                 | John-Olof Hallman | Suécia        | 120.07 | 43.54 (6) | 76.53 (6) |
| 7                 | Aleksandr Selevko | Estônia       | 111.86 | 40.23 (7) | 71.63 (7) |
| 8                 | Dmitriy Bogomol   | Ucrânia       | 102.62 | 37.05 (8) | 65.57 (8) |
| 9                 | Ivan Prokopovich  | Bielorrússia  | 79.39  | 31.73 (9) | 47.66 (9) |
| WD                | Daniil Zurav      | Estônia       | —      | — (WD)    |           |

#### Individual feminino júnior
| Pos.              | Nome                 | Nacionalidade | Pontos | PC         | PL         |
| ----------------- | -------------------- | ------------- | ------ | ---------- | ---------- |
| Medalha de ouro   | Anastasiya Zaitsava  | Bielorrússia  | 108.22 | 40.65 (1)  | 67.57 (2)  |
| Medalha de prata  | Maria Gavrilova      | Ucrânia       | 103.16 | 33.41 (5)  | 69.75 (1)  |
| Medalha de bronze | Lizaveta Avsiukevich | Bielorrússia  | 97.05  | 33.29 (6)  | 63.76 (3)  |
| 4                 | Daria Batura         | Bielorrússia  | 96.77  | 40.28 (2)  | 56.49 (5)  |
| 5                 | Alisa Panchenko      | Ucrânia       | 88.85  | 33.96 (3)  | 54.89 (6)  |
| 6                 | Elzbieta Kropa       | Lituânia      | 87.40  | 29.62 (10) | 57.78 (4)  |
| 7                 | Maria Bakusheva      | Bielorrússia  | 85.31  | 31.52 (7)  | 53.79 (8)  |
| 8                 | Laura Sabaliauskaite | Lituânia      | 84.24  | 29.96 (9)  | 54.28 (7)  |
| 9                 | Palina Salaneka      | Bielorrússia  | 79.35  | 33.96 (4)  | 45.39 (10) |
| 10                | Daria Maltseva       | Bielorrússia  | 79.05  | 29.34 (11) | 49.71 (9)  |
| 11                | Kristina Zakharanka  | Bielorrússia  | 74.77  | 30.55 (8)  | 44.22 (11) |

#### Dança no gelo júnior
| Pos.              | Nome                                    | Nacionalidade | Pontos | DC         | DL         |
| ----------------- | --------------------------------------- | ------------- | ------ | ---------- | ---------- |
| Medalha de ouro   | Eva Khachaturian / Andrei Bagin         | Rússia        | 116.07 | 47.24 (1)  | 68.83 (3)  |
| Medalha de prata  | Eugenia Tkachenka / Yuri Gulitski       | Bielorrússia  | 113.96 | 45.06 (2)  | 68.90 (2)  |
| Medalha de bronze | Sofia Polishuk / Alexander Vakhnov      | Rússia        | 113.54 | 43.27 (4)  | 70.27 (1)  |
| 4                 | Katharina Muller / Tim Dieck            | Alemanha      | 112.10 | 43.97 (3)  | 68.13 (4)  |
| 5                 | Alexandra Pletneva / Fillipp Kharisov   | Rússia        | 107.67 | 40.24 (5)  | 67.43 (5)  |
| 6                 | Anastasia Ilianova / Dmitry Bovin       | Rússia        | 104.56 | 38.20 (6)  | 66.36 (6)  |
| 7                 | Ekaterina Bocharova / Anton Shibnev     | Rússia        | 103.76 | 37.46 (7)  | 66.30 (7)  |
| 8                 | Elizaveta Semina / Stanislav Novozhilov | Rússia        | 101.72 | 36.15 (11) | 65.57 (8)  |
| 9                 | Polina Velikanova / Boyisangur Datiev   | Rússia        | 99.30  | 36.90 (8)  | 62.40 (9)  |
| 10                | Marina Elias / Denis Koreline           | Estônia       | 96.90  | 35.40 (12) | 61.50 (11) |
| 11                | Anastasiya Savitskaya / Alexey Dubrovin | Rússia        | 95.93  | 34.33 (17) | 61.60 (10) |
| 12                | Anastasiya Tkacheva / Vadim Davidovich  | Bielorrússia  | 95.74  | 35.04 (13) | 60.70 (12) |
| 13                | Yana Buga / Anton Spiridonov            | Rússia        | 94.66  | 34.36 (16) | 60.30 (14) |
| 14                | Olga Giglava / Oleksandr Siroshtan      | Ucrânia       | 94.13  | 36.80 (9)  | 57.33 (16) |
| 15                | Inna Gorbachova / Ilya Bogomol          | Ucrânia       | 93.17  | 34.74 (14) | 58.43 (15) |
| 16                | Daria Rumyantceva / Dmitry Ryabchenko   | Rússia        | 93.01  | 32.44 (19) | 60.57 (13) |
| 17                | Kristsina Kaunatskaya / Yan Lukouski    | Bielorrússia  | 90.50  | 36.30 (10) | 54.20 (19) |
| 18                | Katerina Bunina / Andrei Sokolov        | Estônia       | 89.04  | 34.44 (15) | 54.60 (18) |
| 19                | Lou Alizee Campan / Renan Manceau       | França        | 85.44  | 31.71 (20) | 53.73 (20) |
| 20                | Viktoria Semeniuk / Artur Gruzdev       | Estônia       | 85.13  | 29.96 (21) | 55.17 (17) |
| 21                | Merily Keskkula / German Frolov         | Estônia       | 83.63  | 32.60 (18) | 51.03 (21) |
| WD                | Valentina Gabusi / Nik Mirzakhani       | Itália        | —      | — (WD)     |            |
| WD                | Angelina Avdaseva / Egor Tarasenko      | Rússia        | —      | — (WD)     |            |

### Noviço avançado

#### Individual masculino noviço avançado
| Pos.              | Nome               | Nacionalidade | Pontos | PC        | PL        |
| ----------------- | ------------------ | ------------- | ------ | --------- | --------- |
| Medalha de ouro   | Yauheni Puzanau    | Bielorrússia  | 79.18  | 31.80 (1) | 47.38 (2) |
| Medalha de prata  | Rakhat Bralin      | Cazaquistão   | 75.56  | 25.65 (2) | 49.91 (1) |
| Medalha de bronze | Mihhail Selevko    | Estônia       | 72.50  | 25.20 (3) | 47.30 (3) |
| 4                 | Yagor Khlapkou     | Bielorrússia  | 64.82  | 24.98 (4) | 39.84 (4) |
| 5                 | Mikita Stsiapankou | Bielorrússia  | 54.76  | 21.53 (5) | 33.23 (5) |
| WD                | Artem Markelov     | Rússia        | —      | — (WD)    |           |

#### Individual feminino noviço avançado
| Pos.              | Nome                    | Nacionalidade | Pontos | PC         | PL         |
| ----------------- | ----------------------- | ------------- | ------ | ---------- | ---------- |
| Medalha de ouro   | Ekaterina Kurakova      | Rússia        | 113.25 | 42.76 (1)  | 70.49 (1)  |
| Medalha de prata  | Alina Bibelnik          | Bielorrússia  | 79.52  | 30.55 (2)  | 48.97 (3)  |
| Medalha de bronze | Mariya Saldakayeva      | Bielorrússia  | 78.10  | 29.89 (3)  | 48.21 (4)  |
| 4                 | Hanna Paroshina         | Bielorrússia  | 76.90  | 26.90 (6)  | 50.00 (2)  |
| 5                 | Anastasija Pavlovicha   | Letônia       | 72.26  | 24.86 (10) | 47.40 (5)  |
| 6                 | Elina Rancane           | Letônia       | 71.82  | 27.89 (5)  | 43.93 (9)  |
| 7                 | Tatsiana Mihits         | Bielorrússia  | 70.52  | 26.46 (7)  | 44.06 (8)  |
| 8                 | Alina Urushadze         | Letônia       | 70.22  | 25.03 (9)  | 45.19 (7)  |
| 9                 | Aleksandra Shlahova     | Letônia       | 69.19  | 23.86 (11) | 45.33 (6)  |
| 10                | Valeryia Kazachok       | Bielorrússia  | 67.54  | 23.71 (12) | 43.83 (10) |
| 11                | Lizaveta Malinouskaya   | Bielorrússia  | 66.94  | 26.24 (8)  | 40.70 (12) |
| 12                | Elizabete Jubkane       | Letônia       | 64.97  | 27.97 (4)  | 37.00 (16) |
| 13                | Anastasiya Belaus       | Bielorrússia  | 64.14  | 22.66 (15) | 41.48 (11) |
| 14                | Viktoryia Khmialeuskaya | Bielorrússia  | 63.01  | 22.87 (14) | 40.14 (13) |
| 15                | Nadzeya Novik           | Bielorrússia  | 61.94  | 22.57 (16) | 39.37 (14) |
| 16                | Aleksandra Chepeleva    | Bielorrússia  | 61.43  | 23.66 (13) | 37.77 (15) |
| 17                | Karina Kuritsona        | Estônia       | 58.36  | 22.00 (17) | 36.36 (17) |
| 18                | Aleksandra Vasilevskaya | Bielorrússia  | 55.98  | 20.26 (18) | 35.72 (18) |
| 19                | Irina Tihanova          | Bielorrússia  | 52.07  | 19.34 (20) | 32.73 (19) |
| 20                | Hanna Babrova           | Bielorrússia  | 43.30  | 19.86 (19) | 23.44 (22) |
| 21                | Palina Sirotkina        | Bielorrússia  | 42.52  | 16.60 (21) | 25.92 (20) |
| 22                | Darya Nikitina          | Bielorrússia  | 39.42  | 14.40 (23) | 25.02 (21) |
| 23                | Tatsiana Yatskova       | Bielorrússia  | 39.17  | 15.80 (22) | 23.37 (23) |

#### Dança no gelo noviço avançado
| Pos.              | Nome                                      | Nacionalidade | Pontos | DP1       | DP2       | DL         |
| ----------------- | ----------------------------------------- | ------------- | ------ | --------- | --------- | ---------- |
| Medalha de ouro   | Daria Popova / Volodymyr Nakisko          | Ucrânia       | 76.29  | 11.44 (3) | 15.64 (1) | 49.21 (1)  |
| Medalha de prata  | Palina Mishchanchuk / Uladzimir Zaitsau   | Bielorrússia  | 70.62  | 11.95 (2) | 13.34 (3) | 45.33 (3)  |
| Medalha de bronze | Daria Drozd / Bogdan Borovlev             | Rússia        | 69.06  | 11.27 (4) | 15.03 (2) | 42.76 (6)  |
| 4                 | Kseniia Dubivka / Vadym Kravtsov          | Ucrânia       | 68.61  | 12.32 (1) | 9.78 (7)  | 46.51 (2)  |
| 5                 | Maria Marchenko / Egor Pozdniakov         | Rússia        | 67.39  | 9.91 (5)  | 12.16 (5) | 45.32 (4)  |
| 6                 | Marina Tikhonova / Nikolai Korolyov       | Rússia        | 65.65  | 8.83 (7)  | 12.34 (4) | 44.48 (5)  |
| 7                 | Yana Lapkes / Usevalad Arkhipenko         | Bielorrússia  | 56.99  | 7.84 (10) | 11.07 (6) | 38.08 (7)  |
| 8                 | Karina Sidarenka / Maksim Yelenich        | Bielorrússia  | 53.25  | 9.76 (6)  | 8.48 (8)  | 35.01 (8)  |
| 9                 | Ekaterina Kuznetsova / Ivan Makhlin       | Rússia        | 48.86  | 8.04 (9)  | 7.17 (11) | 33.65 (9)  |
| 10                | Darya Mitrakova / Ilya Drantusov          | Bielorrússia  | 48.85  | 7.77 (11) | 8.32 (9)  | 32.76 (10) |
| 11                | Ekaterina Sapozhenkava / Roman Balanovich | Bielorrússia  | 45.74  | 8.74 (8)  | 7.33 (10) | 29.67 (12) |
| 12                | Ulyana Koliyshkina / Ivan Makhnonosov     | Rússia        | 44.07  | 7.27 (12) | 7.00 (12) | 29.80 (11) |

## Quadro de medalhas
Sênior
| Ordem | País         | Medalha de ouro | Medalha de prata | Medalha de bronze |   | Ordem por total |
| ----- | ------------ | --------------- | ---------------- | ----------------- | - | --------------- |
| 1     | Rússia       | 1               | 1                |                   | 2 | 1               |
| 2     | Bielorrússia | 1               |                  | 1                 | 2 | 1               |
| 3     | Lituânia     |                 | 1                |                   | 1 | 3               |
| 4     | Estônia      |                 |                  | 1                 | 1 | 3               |
| TOTAL | TOTAL        | 2               | 2                | 2                 | 6 | —               |

Geral
| Ordem | País         | Medalha de ouro | Medalha de prata | Medalha de bronze |    | Ordem por total |
| ----- | ------------ | --------------- | ---------------- | ----------------- | -- | --------------- |
| 1     | Rússia       | 4               | 1                | 2                 | 7  | 2               |
| 2     | Bielorrússia | 3               | 4                | 2                 | 9  | 1               |
| 3     | Ucrânia      | 1               | 1                | 1                 | 3  | 3               |
| 4     | Cazaquistão  |                 | 1                |                   | 1  | 5               |
| 4     | Lituânia     |                 | 1                |                   | 1  | 5               |
| 6     | Estônia      |                 |                  | 2                 | 2  | 4               |
| 7     | Geórgia      |                 |                  | 1                 | 1  | 5               |
| TOTAL | TOTAL        | 8               | 8                | 8                 | 24 | —               |